# Мой рай (песня)
«Мой рай» — песня, написанная российской певицей МакSим. Композиция была издана, как первый официальный сингл с её второго одноимённого альбома.
Песня стала первым официальным синглом с альбома и четвёртым в сумме за всю карьеру, достигшим первого места в радиочарте стран СНГ.

## Предыстория и релиз
После успеха первого альбома МакSим говорила, что испытывала «синдром второго альбома», боясь провала пластинки. По её словам, первоначально она много думала над тем, чтобы сделать второй альбом успешным с коммерческой точки зрения, но после стала просто писать музыку, которая ей нравилась. «…я, к сожалению, всего лишь человек. И если кто-то скажет, что это совсем не имеет значения, то я ни за что не поверю, потому что, насколько бы я от этих моментов ни была далека — никуда от этого не деться. После успеха первого альбома и его высоких продаж я решила, что нужно продолжать в таком же темпе и ни в коем случае не сбавлять обороты. Естественно, тут уже больше работает мозг, включается какая-то коммерческая жилка, деловой настрой… И, безусловно, я очень сильно переживала до тех пор, пока вообще все не отбросила и не решила, что мне все равно», — отмечала певица. В журнале «Billboard» отмечали, что в это время МакSим «не стала растрачивать свои силы на участие в развлекательных программах и других телевизионных проектах, а полностью сосредоточилась на записи пластинки». По словам артистки, она в какой-то момент перестала обращать внимание на мнения людей: «…я поняла, что всё равно от восприятия людей никуда не денешься. Ты можешь сделать то же самое, что раньше, и это может не понравиться людям во второй раз. Потом я просто взяла себя в руки, и, несмотря вообще ни на чьё мнение, начала делать что я хочу», — говорила МакSим.
Песня «Мой рай» стала первым синглом с нового альбома и первой песней записанной в новом ключе. По словам певицы, композиция была написана в Санкт-Петербурге:

Она вся питерская, от первой нотки до последней. Это если об ощущениях.
Я её писала с позиции девушки-фанатки. Некоторые переворачивают — говорят, что я написала отношение некоторых людей ко мне. С трудного возраста мне писали, что я пишу мысли некоторых людей, что они не могут сказать кому-то, а я как раз об этом говорю. Здесь я написала то, что мне хотелось сказать.— МакSим

## Музыка и лирика
«Мой рай» — это поп-роковая композиция, записанная в размере такта в 4/4. МакSим сама написала музыку и текст песни, а также спродюсировала её. Композиция была написана во время гастролей певицы в Санкт-Петербурге. В записи композиции впервые участвовали музыканты группы певицы, поэтому она была записана с живыми инструментами: фортепиано, бас, гитара, ударные. Также композицию отличает соло, исполненное Анатолием Стельмачёнком на электрогитаре. Песня записана в тональности Ре минор. Вступление, первый куплет и припев сыграны под сопровождение рояля и при этом звучат разложенные аккорды, которые «переливаются как капли дождя». Во втором куплете в аккордам прибавляется сопровождение, вступают бас и ритм-секция. Далее звучит проигрыш на соло-гитаре и последний припев исполнен в модуляции, на полтона выше (в тональности ре-диез минор). Припев построен на такой последовательности аккордов: Dm — Gm7 — C7 — F — B♭ — Gm7 — A7 — Dm.
По словам МакSим, песня написана о любви к известному человеку. В интервью сайту «VashDosug.ru», на вопрос, что значат строчки песни «хорошо, что он не знает про такую как я», она ответила: «Это история про популярного человека. Естественно, я была поклонницей разных актёров, музыкантов. Влюблялась в них… <…> Я просто очень хорошо знаю это состояние — влюблённость в недоступного персонажа, про которого, как ты думаешь, ты всё знаешь».

## Критика
Песня получила в основном позитивные отзывы от критиков. Так, Гуру Кен назвал песню хитом, сравнив звучание с творчеством группы «ABBA» и певицы Валерии. Сергей Соседов отметил нескладный текст песни: «Наверно, это мой рай, в лучах оконного света так близко кажется небо, когда глаза цвета рай». С другой стороны, Николай Тарасов из «2m-online.ru» похвалил текст песни, назвав его очень метафоричным и приведя пример из строчек песни: «Наверно, это мой рай: / Искать его отраженье / В предметах чёрного цвета / И слышать в голосе май». Также он отметил схожесть текста с работами Джорджа Гуницкого, автора группы «Аквариум».
Марк Радель из «Intermedia.ru» причислил песню к лучшим на альбоме, сказав, что как раз такие композиции и показывают, за что МакSим полюбили поклонники. Описывая концерт МакSим в «Олимпийском» для газеты «Взгляд», Гуру Кен назвал песню главным хитом певицы. Также он отметил необычное исполнение композиции под рояль, сказав, что она: «звучит интимно, вполголоса и заканчивается выразительной фортепианной кодой». Кирилл Радченко из «NewsMusic.ru» отмечал, что песня сделана по «всем законам „формата“» хитов МакSим: в ней присутствуют «простейшие и запоминающиеся с первого раза мелодия и аранжировка плюс цепляющий молодую девичью душу голос». Песня получила награду премии «Муз-ТВ 2008».

## Видеоклип

### Съёмки и релиз
1 октября 2007 года появились первые сообщения о будущих съёмках клипа. На сайте «Showbiz.ru» было сказано, что съёмки назначены на 7-8 октября и режиссёром станет Ирина Миронова. Также было сказано, что в клипе будут элементы эмоционального эротизма и мистики. Работа над съёмками прошла 7-8 октября 2007 года в Санкт-Петербурге. Режиссёром выступила Ирина Миронова, снявшая для певицы клипы на песни «Знаешь ли ты» и «Ветром стать». Оператором — Павел Капинос, ранее работавший над клипами группы «Мумий Тролль». Стилистом МакSим стала Александра Белоус.
В первый день, 7 октября, съёмки проходили перед Храмом Спаса-на-Крови. На МакSим был надет корсет, прикреплённый к специальным тросам, для того, чтобы создать эффект полёта. Подобные приспособление использовались и в фильме «Мастер и Маргарита» (по книге Михаила Булгакова), в сцене, где Анна Ковальчук, игравшая роль Маргариты, летает на метле. Далее съёмки переместились в квартиру на канале Грибоедова. Второй день съёмок прошёл к петербургском клубе, где МакSим посетила рок-концерт. В записи этих сцен участвовали музыканты певицы.
Первоначально релиз прошёл на сайте «Rambler.ru» 5 ноября 2007 года. С 10 ноября видео стали показывать на музыкальных каналах.
По состоянию на май 2021 года, на официальном канале певицы на YouTube видео набрало более 15 млн просмотров.

### Сюжет
Видеоклип начинается с кадров одной из улиц Санкт-Петербурга, где ветер гоняет осеннюю листву. Далее вступает музыка и показываются кадры, на которых МакSим находится на вечеринке на квартире. Музыкальная группа даёт выступление, а певица стоит в толпе и смотрит на гитариста. Далее МакSим покидает вечеринку и идёт по улицам города с микрофоном в руке. Также показываются кадры, на которых МакSим в одиночестве играет на гитаре.
Далее исполнительница приходит к мосту, где начинает подниматься в небо и исполнять второй куплет песни. Во время звучания соло, показана любовная сцена, в которой МакSим и гитарист, на которого она смотрела в начале клипа, парят в воздухе, в квартире, где певица ранее в одиночестве играла на гитаре. Позже действие возвращается на квартиру, с которой клип начинался, где певица оказывается на месте гитариста.

## Исполнение
МакSим начала исполнять композицию во время проведения своего второго концертного тура.
В 2007 году МакSим исполнила композицию в эфире телевизионной программы «Ты суперстар!», в которой она исполняла роль судьи.
В 2008 году песня была исполнена под живой аккомпанемент, в сопровождении струнного оркестра, на Премии Муз-ТВ 2008.
30 ноября 2009 года певица исполнила композицию во время проведения телевизионного концерта на Красной площади в Москве, которое было приурочено к презентации логотипа зимних Олимпийских игр 2014 года в Сочи. Исполнение сопровождалось выступлением фигуристки Ирины Слуцкой, которая для этого специально подготовила танцевальный номер на льду.

## Кавер-версии
Рок-исполнительница Татьяна Зыкина сделала кавер-версию композиции, которая существенно отличается от оригинальной. Песня получилась более мрачной и называется «Мой ад». Сама Татьяна так прокомментировала работу над кавер-версией песни: «Эта песня была задумана именно как кавер, только с переделанным текстом. Я обожаю МакSим… Конечно, к текстам такого рода серьёзно относиться сложно, и мне захотелось написать нарочито серьёзный и циничный вариант этой песни. Это китч, разумеется». В 2008 году участники мелодик метал групп «Чёрный обелиск», «Арда» и «Mechanical Poet» записали кавер-версию композиции, в стиле хард-рок.

## Список композиций
- Радиосингл[27]

| №  | Название                      | Автор(ы)         | Длительность |
| -- | ----------------------------- | ---------------- | ------------ |
| 1. | «Мой рай»                     | Марина Максимова | 3:32         |
| 2. | «Мой рай» (DJ Oleg-Off Remix) | Марина Максимова | 3:26         |
| 3. | «Мой рай» (Remix DJ Vini)     | Марина Максимова | 3:30         |

## Коммерческий успех сингла
Песня возглавила радиочарт стран СНГ и продержалась на первом месте 7 недель, став самым успешным радиосинглом МакSим на тот момент. Песня стала одной из самых успешных композиций МакSим в России, разойдясь тиражом в 1 миллион 200 тысяч экземпляров как цифровой сингл.
Сингл добрался до 16 позиции в латвийском радиочарте. Песня заняла 5 место в чарте продаж ринг-бэк тонов за июнь 2008 года, в Узбекистане. В аналогичном чарте Беларуси песня заняла 10 место. В сентябрьском чарте 2008 года песня достигла 5-го места в Беларуси и заняла 3 место в Узбекистане.
Песня возглавила узбекистанский чарт ринг-бэк тонов в декабре 2008 года. В узбекистанском чарте за первый квартал 2009 года, песня также вошла в топ-10 по продажам ринг-бэк тонов, заняв третью строчку чарта. Одновременно с этим, композиция возглавила чарт Таджикистана (песня «Чужой» была на 2 месте) и заняла 2 место в чарте Грузии.
Также песня заняла 56 позицию в чарте European Hot 100.
| Страна/территория (Чарт)  | Высшая позиция |
| ------------------------- | -------------- |
| Tophit Общий Топ-100      | 1              |
| Tophit Топ-100 по заявкам | 1              |
| Tophit Московский Топ-100 | 1              |
| Tophit Украинский Топ-100 | 315            |
| Tophit Киевский Топ-100   | 320            |
| Латвийский Топ-50         | 16             |
| European Hot 100          | 56             |
| Золотой граммофон         | 1              |

| Страна/территория (Чарт)  | Высшая позиция |
| ------------------------- | -------------- |
| Tophit Общий Топ-100      | 1              |
| Tophit Московский Топ-100 | 1              |
| Топ-10 RBT                | 5              |
| Топ-10 RBT                | 1              |

| Страна/территория (Чарт) | Высшая позиция |
| ------------------------ | -------------- |
| Топ-10 RBT               | 2              |
| Топ-10 RBT               | 1              |
| Топ-10 RBT               | 3              |

| Страна/территория (Чарт)    | Высшая позиция |
| --------------------------- | -------------- |
| Tophit Общий Топ-200        | 54             |
| Tophit Общий Топ-200 (рус.) | 27             |
| Tophit Топ-200 по заявкам   | 4              |
| Tophit Московский Топ-200   | 80             |
| Латвийский Топ-500          | 263            |

## Награды
- 2008 год — Премия Муз-ТВ («лучшая песня»)[47].
- 2008 год — диплом «Песни года»[48].

## Участники записи
- МакSим — продюсер, автор
- Алексей Прокофьев — аранжировка
- Анатолий Стельмачёнок — соло-гитара
- Кирилл Антоненко — клавишные
- Евгений Модестов — гитара
- Стас Грошев — бас-гитара
- Валентин Тарасов — ударные